# ゴルフオーストラリア
ゴルフオーストラリア（Golf Australia）は、2006年に創設されたオーストラリアのゴルフ団体を統括する団体。旧全豪ゴルフ協会 （AGU）と旧全豪女子プロゴルフ協会（WGA）の合併により設立された。

## 概要
オーストラリアン・オープンとオーストラリアン女子オープン等の運営を行っている。
2013年4月より、オーストラリア・スポーツ委員会により支援強化が決められた。これは、2016年のオリンピック以降、ゴルフが正式種目に再び採用されたためである。

## 主な運営大会
- オーストラリアン・オープン
- オーストラリアン女子オープン
- オーストラリアン・シニアオープン
- 全豪アマチュアゴルフ選手権（英語版）
- 全豪女子アマチュア選手権
- 全豪ジュニアゴルフ選手権